# (3345) Tarkovskij
(3345) Tarkovskij (1982 YC1) – planetoida z pasa głównego asteroid okrążająca Słońce w ciągu 3,89 lat w średniej odległości 2,47 j.a. Odkryła ją Ludmiła Karaczkina 23 grudnia 1982 roku. Nazwa planetoidy pochodzi od Andrieja Tarkowskiego (1932–1986), radzieckiego reżysera filmowego i teatralnego, scenarzysty i aktora.